# Myiobius barbatus
Myiobius barbatus là một loài chim trong họ Tyrannidae.